# إدي باور
إدي باور (بالإنجليزية: Eddie Bauer)‏ هو شخصية أعمال أمريكي، ولد في 19 أكتوبر 1899 في Orcas Island ‏ في الولايات المتحدة، وتوفي في 18 أبريل 1986.

## وصلات خارجية
- الموقع الرسمي